# Чичашеј (Оклахома)
Чичашеј (енгл. Chickasha) град је у америчкој савезној држави Оклахома.

## Демографија
По попису из 2010. године број становника је 16.036, што је 186 (1,2%) становника више него 2000. године.
| Група             | 2000.          | 2010.          |
| Белци             | 12.640 (79,7%) | 12.363 (77,1%) |
| Афроамериканци    | 1.339 (8,4%)   | 1.141 (7,1%)   |
| Азијати           | 115 (0,7%)     | 85 (0,5%)      |
| Хиспаноамериканци | 596 (3,8%)     | 1.037 (6,5%)   |
| Укупно            | 15.850         | 16.036         |